# John Rupert Firth
John Rupert Firth (17 de junio de 1890 Keighley, Yorkshire  - 14 de diciembre de 1960 Lindfield, West Sussex), conocido habitualmente como J. R. Firth, lingüista británico.
Fue profesor de lengua inglesa en la Universidad del Punjab entre 1919 y 1928. Después trabajó en el departamento de fonética del University College de Londres antes de pasar a la Escuela de Estudios Orientales y Africanos, en donde se convierte en profesor de lingüística general, posición que mantuvo hasta retirarse en 1956.

## Contribuciones a la lingüística
Su obra sobre prosodia, que enfatizó a expensas del fonema, prefiguró la obra posterior en fonología autosegmental. Firth se destaca por llamar la atención acerca de la naturaleza del significado en función del contexto, con su noción de "contexto de situación". En particular, es conocido por su cita:

You shall know a word by the company it keeps (Firth, J. R. 1957:11)

Firth desarrolló un punto de vista particular de la lingüística, que dio pie al adjetivo "firthiano". Es medular su idea del "polisistematismo". David Crystal lo describe como:

un enfoque del análisis lingüístico basado en el punto de vista de que los modelos de idioma no se pueden considerar en términos de un sistema aislado de categorías y principios analíticos[...] sino que diversos sistemas pueden necesitar aplicarse en diferentes lugares dentro de un nivel dado de descripción.

## La "Escuela de Londres"
Como profesor en la Universidad de Londres durante más de 20 años, Firth influyó a una generación entera de lingüistas británicos. La popularidad de sus ideas entre los contemporáneos dio pie a lo que se conoce como la "Escuela de Londres" de lingüística. Entre los estudiantes de Firth, los llamados neofirthianos fueron ejemplificados por Michael Halliday, quien fuera profesor de lingüística general en la Universidad de Londres entre 1965 y 1970. Firth estimuló a sus alumnos a estudiar e investigar lenguas africanas y orientales. Varios de ellos se convirtieron en destacados lingüistas con el paso de los años: Terence Frederick Mitchell se dedicó al idioma árabe y a las lenguas bereberes, Frank R. Palmer a las lenguas de Etiopía, incluyendo el tigré, y Michael Halliday se dedicó al idioma chino. 
Otros alumnos cuya lengua materna no era el inglés, también trabajaron con él, enriqueciendo la teoría de Firth sobre el análisis prosódico. Entre sus estudiantes más influyentes se cuentan los lingüistas árabes Ibrahim Anis y Tammam Hassan Dawood. Firth obtuvo muchas observaciones a partir de trabajos realizados por sus estudiantes en lenguas semíticas y orientales, con lo cual se alejó del análisis lineal de la fonología y la morfología para dar paso a un análisis paradigmático y sintagmático, en el cual importa distinguir entre los dos niveles de unidades fonemáticas (equivalentes a "fones") y prosodias (equivalentes a características como "nasalización", "velarización", etc.) El análisis prosódico allanó el camino para la fonología autosegmental, aunque varios lingüistas que no tienen una buena base de historia de la fonología, no la reconozcan.

## Publicaciones
- Speech (1930) London: Benn's Sixpenny Library.
- The Tongues of Men (1937) London: Watts & Co.
- Papers in Linguistics 1934-1951 (1957) London: Oxford University Press.